# Ali Hillis
Ali Hillis (Huntington Beach, 29 de dezembro de 1978) é uma  atriz norte-americana.  É amplamente conhecida por seu trabalho como a Dra. Liara T'Soni na trilogia Mass Effect, Lightning do jogo eletrônico Final Fantasy XIII.

## Filmografia
- Kiss Kiss Bang Bang (2005)[1]
- Must Love Dogs (2005)[2]
- Open Water 2: Adrift (2006)[3]
- The Heartbreak Kid (2007)
- Beverly Hills Chihuahua (2008)
- Space Buddies[4]